# Dorfkirche Pörsdorf

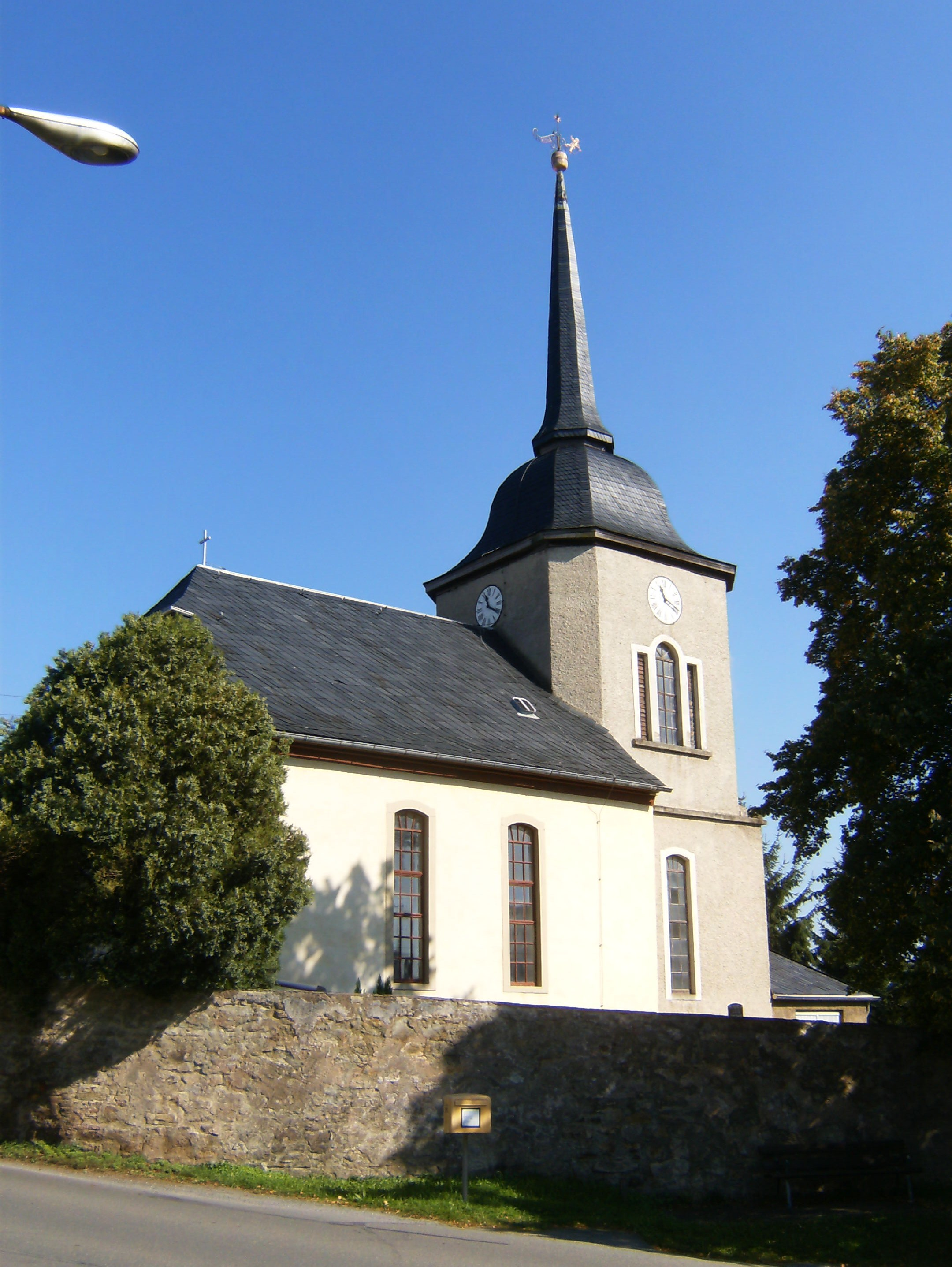
Evangelische Kirche in Pörsdorf

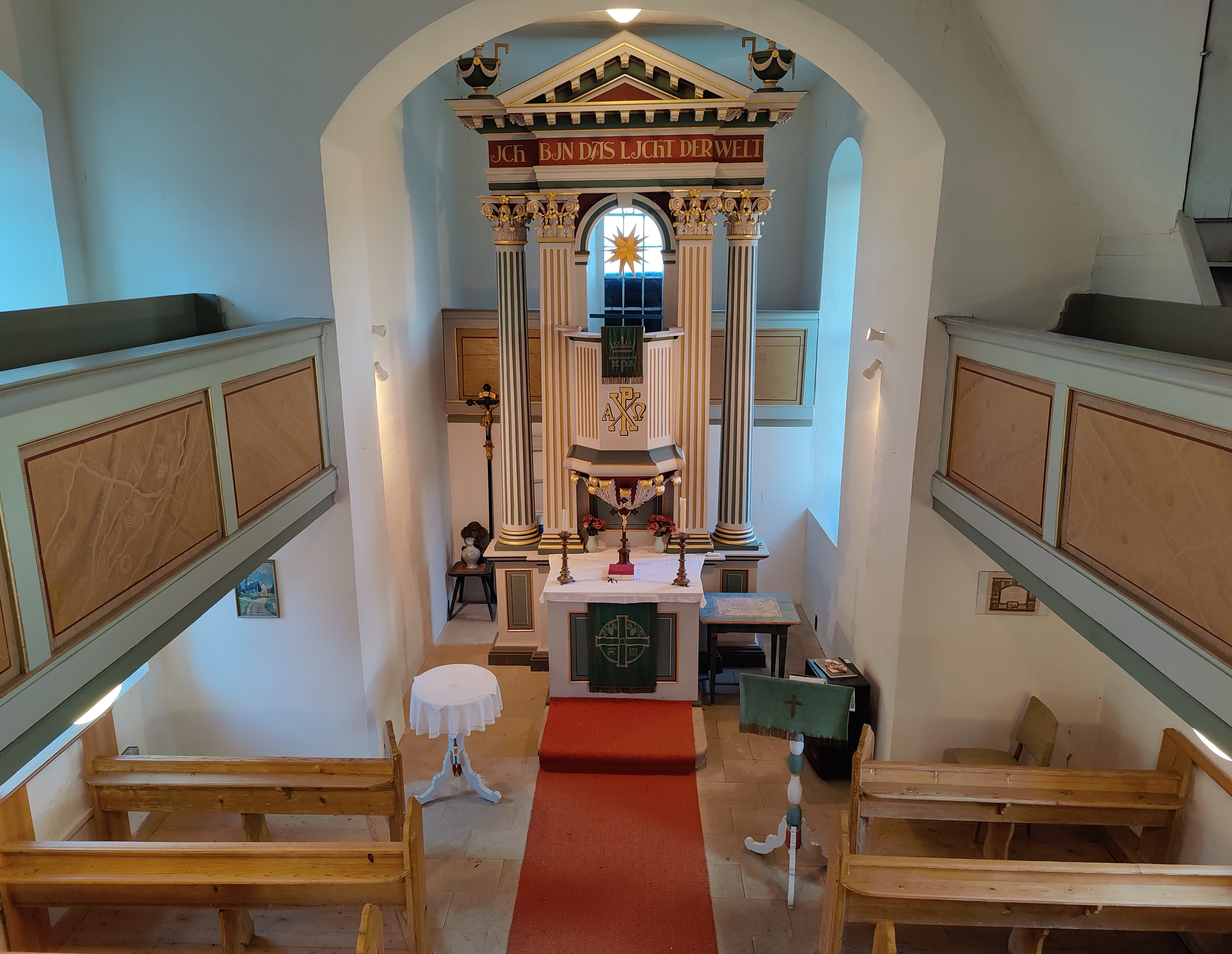
Innenraum (2022)

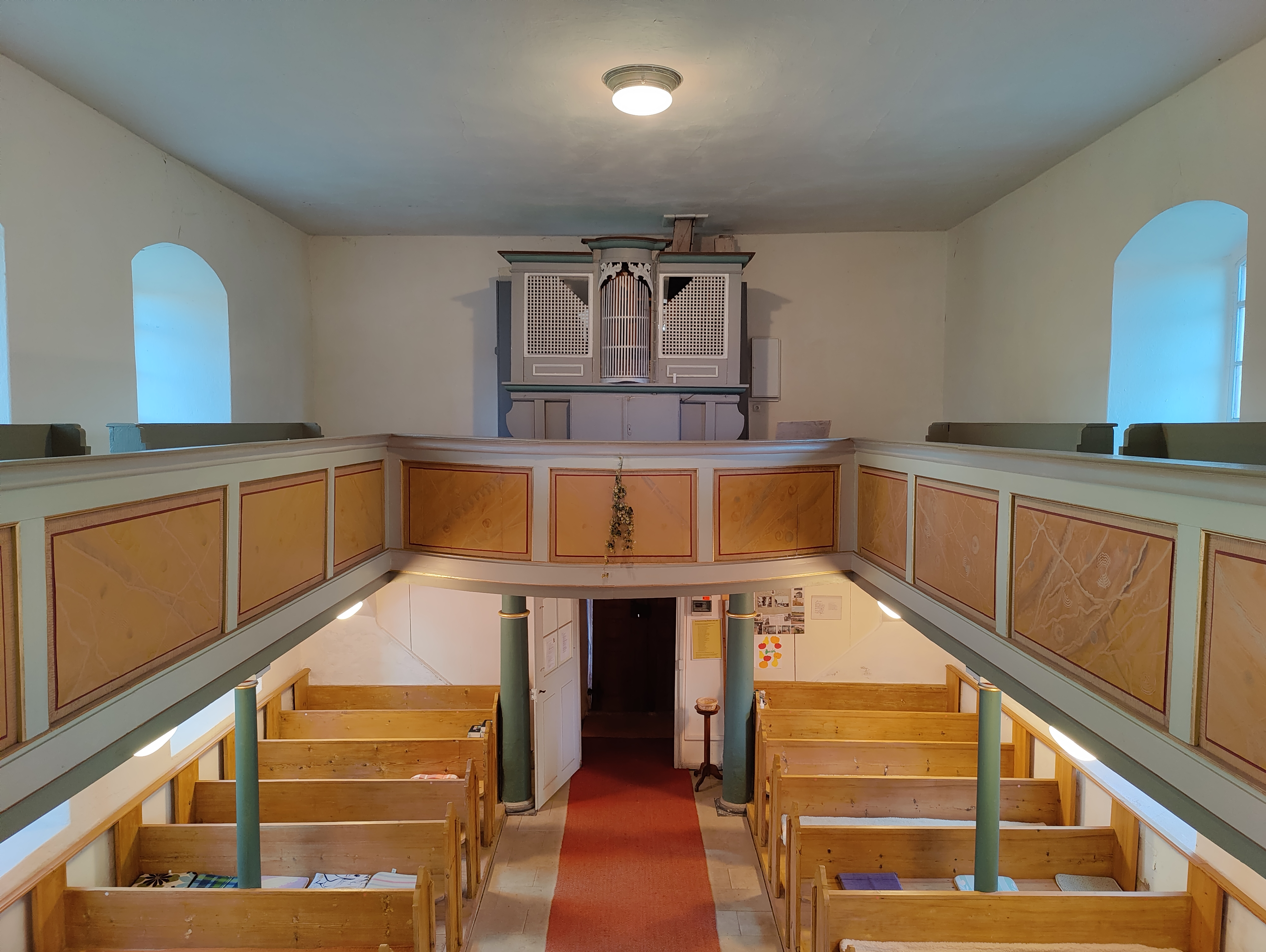
Innenraum, Blick zur Orgel

Die evangelische Dorfkirche Pörsdorf steht im Ortsteil Pörsdorf der Gemeinde Kraftsdorf im Landkreis Greiz in Thüringen. Sie gehört zur Kirchengemeinde Rüdersdorf-Kraftsdorf im Kirchenkreis Gera der Evangelischen Kirche in Mitteldeutschland.

## Geschichte
Die Kirche wurde 1835 auf den Mauern eines Vorgängerbaus errichtet. 1876 wurde sie restauriert und bekam Flachdecken auf dem Chor und im Kirchturm. Der Turm besitzt ein unregelmäßiges Achteck mit Schweifkuppel und Helm.
1959 wurde das Gotteshaus innen neu gestrichen. Eine weitere Renovierung erfolgte 1995–1997.

## Ausstattung
Die Kirche ist mit umlaufender Empore und einem klassizistischen Kanzelaltar ausgestattet.
Die Orgel eines unbekannten Erbauers wurde vermutlich um 1800 für die Dorfkirche Reichardtsdorf erbaut und anlässlich eines dortigen Neubaus 1880 nach Pörsdorf umgesetzt. Sie besitzt 8 Register auf einem Manual und Pedal.

## Geläut
Ursprünglich hatte die Kirche drei Bronze-Kirchenglocken. Die große Glocke musste im Ersten Weltkrieg für Rüstungszwecke abgegeben werden. Eine Stahlglocke mit der Aufschrift Friede auf Erden und der Jahreszahl 1918 ersetzte sie.
Sturmglocke und kleinere Glocke wurden im Zweiten Weltkrieg ebenfalls für Kriegszwecke konfisziert. Die kleinere Glocke wurde 1850 von C.F. Ulrich in Apolda gegossen. Sie hat die Inschrift „Gott segne und erhalte Pörsdorf“ und „Wer in der Wahrheit ist, der höret Gottes Stimme“. Diese Glocke wurde nach dem Krieg von Pfarrer Hurek auf dem Glockenlager in Hamburg entdeckt und konnte zurückgeholt werden.
2008 wurde deutlich, dass die beiden Glocken reparaturbedürftig waren. Den Auftrag zur Sanierung ging an die Glockenbaufirma Willing aus Gotha, die zugehörigen Elektro-Installationen übernahm die Elektrofirma Frank Fröhlich aus Rüdersdorf. In dieser Zeit wurde beschlossen, wieder eine Sturmglocke gießen zu lassen und am historischen Platz an der Friedhofsmauer anzubringen. Der Neuguss erfolgte in Passau, die Sturmglocke erinnert mit ihrer Inschrift an das Original von 1754.
Die Wiedereinweihung der rekonstruierten Glockenanlage und die Weihe der neuen Sturmglocke wurde mit einem Festgottesdienst am 16. August 2009 vollzogen.